# Ballay
Ballay [balɛ] ist eine französische Gemeinde mit 245 Einwohnern (Stand 1. Januar 2022) im Département Ardennes in der Region Grand Est. Sie gehört zum Arrondissement Vouziers, zum Kanton Vouziers und zum Gemeindeverband Argonne Ardennaise.

## Geografie
Drei Viertel des Gemeindegebiets basieren auf albianischem Boden. Dieser Boden verlieh dem hier bis zum Beginn des 20. Jahrhunderts angebauten Wein ein besonderes Bouquet.
Die Gemeinde liegt am Flüsschen Fournelle, rund sechs Kilometer nordöstlich vom Kantonshauptort Vouziers und etwa 50 Kilometer südlich von der Präfektur Charleville-Mézières. Umgeben wird Ballay von den Nachbargemeinden Vandy im Nordwesten, Quatre-Champs im Norden, Toges und Boult-aux-Bois im Osten, La Croix-aux-Bois im Südosten sowie Vouziers im Süden und Westen.

## Geschichte
Die bis dahin eigenständigen Gemeinden Clairefontaine und Landèves wurden zwischen Ende 1790 und Anfang 1791 nach Ballay eingemeindet.
Während des Ersten Weltkrieges wurde das Dorf im September 1914 von deutschen Truppen besetzt. Bei Kriegsende war Ballay zu 70 Prozent zerstört.

## Bevölkerungsentwicklung
| Jahr                      | 1962 | 1968 | 1975 | 1982 | 1990 | 1999 | 2005 | 2010 | 2016 |
| Einwohner                 | 315  | 267  | 265  | 230  | 254  | 245  | 243  | 248  | 282  |
| Quelle: Cassini und INSEE |      |      |      |      |      |      |      |      |      |

## Sehenswürdigkeiten

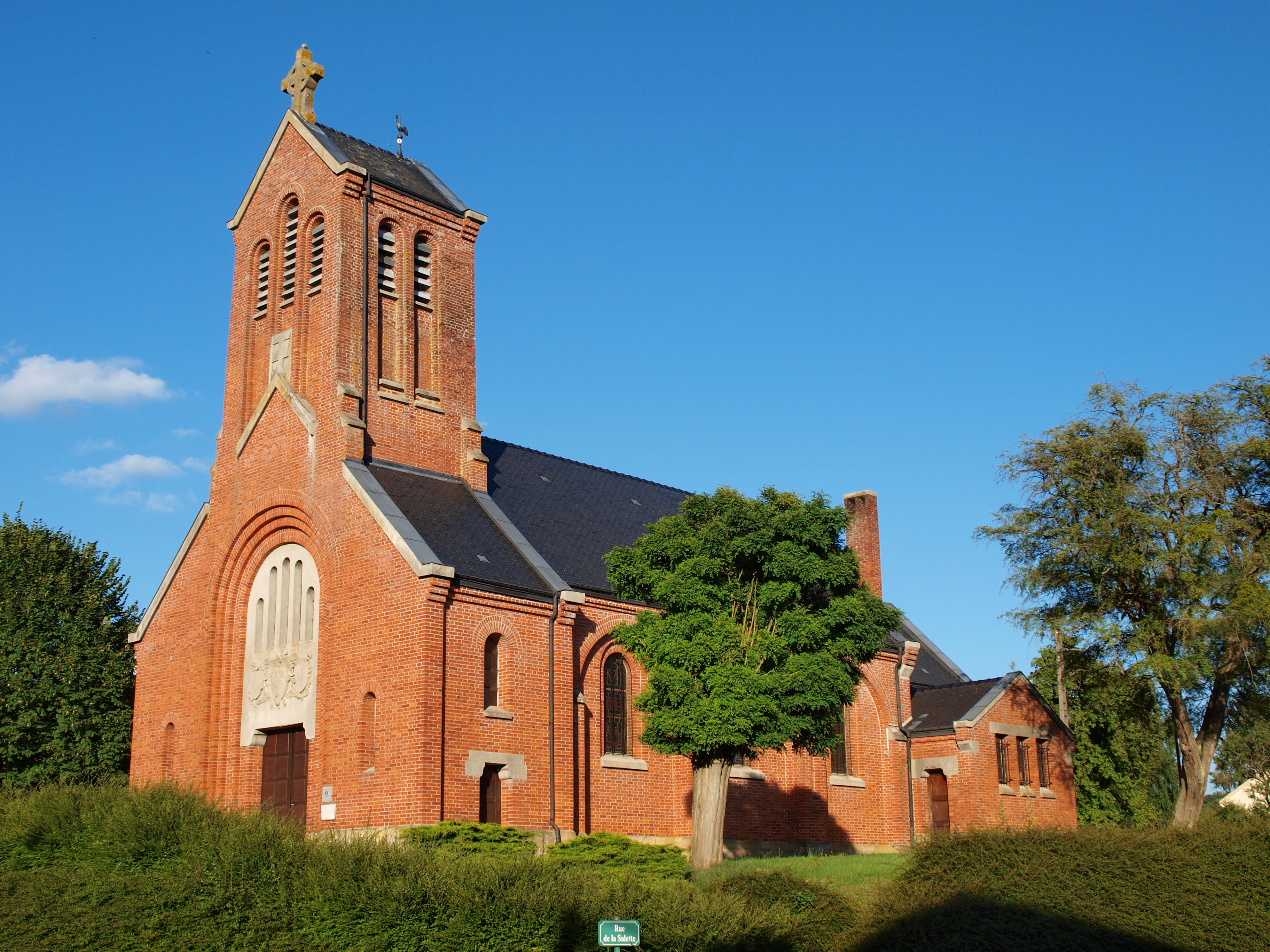
Kirche Notre-Dame

- Kirche Notre Dame